# Pike Lake, Lanark County
Pike Lake är en sjö i Kanada.   Den ligger i countyt Lanark County och provinsen Ontario, i den sydöstra delen av landet, 90 km sydväst om huvudstaden Ottawa. Pike Lake ligger 145 meter över havet. Arean är 3,0 kvadratkilometer. Den sträcker sig 4,7 kilometer i nord-sydlig riktning, och 3,7 kilometer i öst-västlig riktning.
Omgivningarna runt Pike Lake är en mosaik av jordbruksmark och naturlig växtlighet. Runt Pike Lake är det glesbefolkat, med 8 invånare per kvadratkilometer.